# Pamela Des Barres
Pamela Des Barres, rodným jménem Pamela Ann Miller, (* 9. září 1948) je bývalá americká groupie, známá svými vzpomínkovými knihami.
Do rockového prostředí se dostala díky svému kamarádovi ze střední školy, Victoru Haydenovi, který ji seznámil se svým bratrancem, hudebníkem Captainem Beefheartem. Zanedlouho se dostala do přítomnosti členů kapely The Rolling Stones a brzy trávila čas s mnoha dalšími hudebníky na Sunset Stripu v Los Angeles. Spolu s šesti dalšími groupies byla členkou kapely The GTOs, která v produkci Franky Zappy nahrála jednu LP desku.
V sedmdesátých letech začala rozvíjet hereckou kariéru, kromě účinkování v Zappově filmu 200 Motels (1971) hrála například v mýdlové opeře Search for Tomorrow (1974), různých reklamách a malé role měla i ve filmech Slaughter's Big Rip-Off (1973) a Cesta k ráji (1978).
Jako spisovatelka debutovala v roce 1987 vzpomínkovou knihou I'm with the Band: Confessions of a Groupie, která se okamžitě stala bestsellerem. O šest let později na ní navázala kniha Take Another Little Piece of My Heart: A Groupie Grows Up. Později vydala ještě čtyři další knihy: Rock Bottom: Dark Moments in Music Babylon (1996), Let's Spend the Night Together: Backstage Secrets of Rock Muses and Supergroupies (2007), One Night Bands (2012) a Let It Bleed: How to Write a Rockin' Memoir (2017).
V letech 1977 až 1991 byla vdaná za anglického zpěváka a herce Michaela Des Barrese.